# Башкино (Тверская область)
Башкино — опустевшая деревня в Весьегонском муниципальном округе Тверской области.

## География
Деревня находится в северо-восточной части Тверской области на расстоянии приблизительно 23 км на юг по прямой от районного центра города Весьегонск.

## История
Известна была с 1646 года как поместье стольника Василия Григорьевича Нечаева.
Дворов (хозяйств) было 10 (1859 год), 18 (1889), 24 (1931), 14 (1963), 7 (1993), 7(2008),. До 2019 года входила в состав Чамеровского сельского поселения до упразднения последнего. Ныне опустела.

## Население
Численность населения: 77 человек (1859 год), 67 (1889), 91 (1931), 44 (1963), 7 (1993),, 3 (100 % русские) в 2002 году, 0 в 2010.